# Venezuela
Venezuela ↓b1 (čita se: Venecuȅla) najsjevernija je država Južne Amerike, smještena na obali Karipskog mora. Na zapadu graniči s Kolumbijom, na jugu s Brazilom te na istoku s Gvajanom.

## Zemljopis
Na istoku oko jezera Maracaibo i u središnjem dijelu zapadno od rijeke Orinoco reljef je nizinski. Na krajnjem zapadu zemlje uz kolumbijsku granicu, zatim duž većeg dijela obale te između spomenutih nizina pružaju se najsjeverniji ogranci Anda u kojima nadmorska visina doseže 5007 m (Bolivarov vrh).  Istočno od Orinoca reljef se uzdiže prema jugu i istoku i tvori zapadni dio Gvajanskog gorja u kojem se nalazi Anđeoski vodopad, najviši na svijetu (pad vode je 979 m).
Klima Venezuele je tropska, uglavnom vlažna i vruća, nešto blaža samo u gorskim predjelima. Najveća rijeka je Orinoco koji utječe u more velikom deltom.

## Povijest
Na području Venezuele osnovana je 1522. jedna od prvih španjolskih naseobina u Južnoj Americi, a nešto kasnije je većina venezuelanskoga teritorija uključen u sastav potkraljevstva Nove Granade, a manji je istočni dio priključen Novoj Andaluziji.
Nakon nekoliko neuspješnih ustanaka zemlja je proglasila neovisnost od Španjolske 5. srpnja 1811. pod vodstvom Simóna Bolívara. Borba za samostalnost potrajala je deset godina, a u njoj su se uz Bolívara istakli i generali Antonio José de Sucre i José Antonio Páez koji je postao i prvim predsjednikom Venezuele nakon raspada unije s Ekvadorom i Kolumbijom godine 1830. Ropstvo je ukinuto 1854. godine.
Politički život Venezuele u 19. i ranom 20. stoljeću obilježili su nestabilnost, žestoka borba za vlast i diktature. Nakon smrti autoritarnog vođe Juana Vicentea Gómeza godine 1935. započela je demokratska preobrazba zemlje koja je dovela do konačnog povlačenja vojske iz političkog života 1958. Iskorištavanje nalazišta nafte povećalo je nacionalno bogatstvo.
Godine 1998. za predsjednika je izabran populist Hugo Chávez, potpukovnik padobranstva i glavni organizator neuspješnog pokušaja državnog udara u veljači 1992. godine. Chávez je proveo opsežne reforme političkog sustava, ojačao socijalnu državu s ciljem poboljšanja životnih uvjeta najsiromašnijih slojeva i zahladio odnose sa SAD-om zastupajući istovremeno inicijative za regionalno povezivanje i surađujući s komunističkom Kubom. Njegova je politika izazvala protivljenje venezuelanskih gospodarstvenika, sindikata i studenata; popularan je u dijelu stanovništva zemlje, među siromašnijima.

## Politička podjela
Venezuela se sastoji od 23 država (estados) i federalnog distrikta: Amazonas, Anzoátegui, Apure, Aragua, Barinas, Bolívar, Carabobo, Cojedes, Delta Amacuro,  Falcón, Guárico, La Guaira, Lara, Mérida, Miranda , Monagas, Nueva Esparta, Portuguesa, Sucre, Táchira, Trujillo, Yaracuy i Zulia; Federalni distrikt (Distrito Federal), Guayana Esequiba.

## Vanjska politika
Članica je Andske grupe zemalja.

## Stanovništvo
Stanovnici Venezuele porijeklom su Španjolci, Američki Indijanci, crni Afrikanci, zatim Talijani, Portugalci, Arapi, Nijemci i drugi. Dvije trećine stanovnika su mestici i mulati, a oko 20 % bijelci. Velika većina stanovništva živi u gradovima na sjeveru zemlje. Uz španjolski, govore se i mnogi indijanski jezici. Oko 71 % stanovnika pripada rimokatoličkoj crkvi, 17 % protestantizam (uglavnom pentekostalizam), 8 % bez religije.
Indijanci su podijeljeni na mnoga plemena, danas uglavnom u prašumama i na delti Orinoca. To su (nije konačno): Achagua, Akawai, Anauya, Arawak, Arekêna, Arinagoto, Ature, Auaké (Arutani), Avani, Ayamán, Baníwa do Içana, Baré, Barí, Betoi, Bubure, Burede, Caliana (Sape), Camaracoto, Caracas, Chacopata, Chaguan, Chaké, Chayma,  Chikena, Coanao, Core, Cuaga, Cuiba, Cuibas /Jirajaran/, Cuica, Cumanagoto, Cuneguara, Cunuana, Curasicana, Curripaco, Decuana, Galibi, Gayónes, Guaharibo, Guahibo, Guajiro (Goajiro), Guaiqueri, Guamo, Guaykeri, Japrería, Jirajara, Maco, Macoa, Mucuñuques, Maitsi, Makú, Makuxi, Mandahuaca, Mape, Mapoyo (Mapoye), Maquiritare, Mariusa, Motilón, Mutús, Ninam, Onoto, Otomaco, Panare, Paraujano, Pariri /Venezuela/, Pemeno, Pemon, Piapoco, Piaroa, Piritu, Puinave, Quiriquire, Sáliva, Sanumá, Shamatari, Shirianá, Tagare, Tamanaco, Taparita, Taparito, Taurepan (Taulipang), Timote, Tivericoto, Toto, Totomaco, Tucuco, Tunebo, Uaica (Waica), Uaiquiare, Warrau, Xaguas, Xiparicot, Yabarana, Yanomami, Yaruro, Yavitero, Yukpa, Yoana (Hoti), Zapara.
Vidi članak Etničke grupe Venezuele.

## Jezici
U Venezueli je popisano 46 jezika, od kojih je 40 živih, a za 6 njih nije poznato imaju li živih govornika, ili su izumrli. Službeni je jezik španjolski. 288 496 venezuelanskih državljana govori nekim od indijanskih jezika kao materinskim, a najrasprostranjeniji je wayúu (170 000).
Popis jezika: akawaio jezik 180 (popis, 2001.), alemán coloneiro ?, arawak 100 (SIL, 2002.), arutani 25 (popis, 2001.), baniva †, Baniwa 610 (SIL, 2007.), baré †, barí 1770 (popis, 2001.), carib, chaima ?, cobaría tunebo (nekoliko osoba u venezueli), cuiba 380 (popis, 2001.), cumanagoto †, curripaco 3460 (popis, 2001.), e’ñapa woromaipu 3540 (popis, 2001.), guahibo 11 200  (popis, 2001.), guarequena 160 (popis, 2001.), japrería 95 (SIL, 2002.), maco 2500 (J. Miller, 2002.), macushi 600, mandahuaca 3000 (Gaceta Indigenista, 1975.), mapoyo 12 (popis, 2001.), maquiritari 5520 (popis, 2001.), nhengatu 2000 (Mosonyi, 1987), ninam 100, paraujano ?, pemon 5000 (V. Becsky, 2001.), pémono 1 (M. Muller, 2000.), Piapoco jezik 1450 (popis, 2001.), Piaroa jezik 12 200 (popis, 2001.), Puinave jezik 880 (popis, 2001.), pumé 5840 (popis, 2001.), sáliba 250 (W. Adelaar, 1991.), sanumá 4610 (2000.), sapé 5 (E. Migliazza, 1977.), sikiana (u Venezueli je možda izumro), španjolski 21 500 000 (1995.), tamanaku †, venezuelski znakovni jezik, warao ili guarau 28 100 (2007.), wayuu ili goajiro 170 000 (SIL, 1995.), yabarana 35 (E. Migliazza, 1977.), yanomamö 15 700 (2000.), yavitero †, yukpa 6130 (2007.), yuwana 300 (popis, 1970.).

## Gospodarstvo
Gospodarstvom dominira industrija s jednom trećinom BDP-a, 80 % izvoznih prihoda i više od polovice ukupnih proračunskih prihoda. Najveći problemi gospodarstva su ovisnost o cijenama nafte na svjetskom tržištu, visoka nezaposlenost i inflacija.
BDP je za 2004. procijenjen na 5800 USD po stanovniku, mjereno po PPP-u.

## Glazba
Najveći venezuelski glazbenik izrastao iz programa El Sistema je dirigent Gustavo Dudamel i uz njega Diego Matheuz.